# Городиський Володимир Миколайович
Городиський Володимир Миколайович; 23 грудня 1948 р. — 1 жовтня 2015 р. — український художник-живописець.

## Біографія
Народився 23 грудня 1948 р. у м. Тарту (Естонія). У 1968 р. закінчив Дніпропетровське державне художнє училище, викладач — К. С. Беркута. З 1972 р. бере активну участь в обласних та республіканських виставках.
Член Національної спілки художників України з 1980 р..
У 1989 році був нагороджений Дипломом першого ступеню Спілки художників СРСР до 175-річчя від дня народження Т. Г. Шевченка.
Проводив персональні виставки у галереях «Центр де Арт» (Блесканс, Швейцарія) 1996 р. та «Агора» (Мадрид, Іспанія) — 1999 р..

## Твори
Основні роботи 1970-1980-х років: «Мій клас» (1975), «Нові ритми» (1977), «Плоди» (1977), «Ляльковий театр» (1978), «Діти війни» (1980).
Особливістю сучасних творів Володимира Городиського є реалістичне зображення фантастичних сюжетів, коли натурні спостереження
трансформуються в символічні, метафорично насичені образи. Дані риси найбільш проявлені у картинах «Блакитний сон» (1992), «Рівновага» (1993), «Флора» (1996), «Сирена» (1996), «Нічний політ» (2003).
Картини Володимира Городиського зберігаються у  Дніпропетровському художньому музеї,  Дніпропетровському національному історичному музеї ім. Д. Яворницького, приватних колекціях України, Австрії, Німеччини, Швейцарії  .